# Festivalbar 1980
Il diciassettesimo Festivalbar si svolse nell'estate del 1980.
Venne condotto dal patron Vittorio Salvetti.
Il vincitore fu Miguel Bosé con Olympic games
DiscoVerde: Alex Damiani con Cambierò, cambierai.

## Classifica finale
1. Miguel Bosé - Olympic Games
2. Rettore - Kobra
3. Riccardo Fogli - Scene da un amore
4. Toto Cutugno - Innamorati
5. Michele Pecora - Te ne vai
6. Ivan Graziani - Firenze, canzone triste
7. Gianni Bella - Dolce uragano
8. Krisma - Many Kisses
9. Matia Bazar - Italian Sinfonia
10. Goran Kuzminac - Ehi ci stai
11. Alice - Il vento caldo dell'estate

## Cantanti partecipanti
- Miguel Bosé - Olympic games
- Marcella - Baciami
- Rettore - Kobra
- Uropa - Harmony
- Alice - Il vento caldo dell'estate
- Pooh - Canterò per te
- Ciro Sebastianelli - Marta, Marta
- Blondie - Call Me
- Le Orme - Raccogli le nuvole
- Umberto Tozzi - Stella stai
- Anna Oxa - Controllo totale
- Maurizio Fabrizio - Segui me
- Riccardo Fogli - Scene da un amore
- Gianni Bella - Dolce uragano
- Matia Bazar - Italian sinfonia
- Pretenders - Brass in Pocket
- Eddy Grant - Living on the frontline
- Toto Cutugno - Innamorati
- Madleen Kane - Cherchez pas
- Ivan Graziani - Firenze (canzone triste)
- Decibel - Vivo da re
- Pino Daniele - Nun me scuccia'
- The Fools - Psycho chicken
- Peter Jacques Band - Is It It?
- Nada - Rosa
- Krisma - Many kisses
- Oliver Onions - Santa Maria
- Alunni del Sole - Cantilena
- Passengers - The Lion Sleeps Tonight
- Dee D. Jackson - S.o.s. (love to the rescue)
- Gino Soccio - S-beat
- Michele Pecora - Te ne vai
- Alberto Fortis - T'innamori
- Roxy Music - Over You
- Goran Kuzminac - Ehi ci stai
- Premiata Forneria Marconi - Si può fare
- Cristiano Malgioglio - Ma va'
- Enzo Avallone - Ti chiami Africa
- Viola Valentino - Sei una bomba
- Ronnie Jones - Let's do it again
- Macho II - Mothers love (Mama mia)
- Franco Fanigliulo - Ratatam pum pum
- Rockets - Galactica
- Alex Damiani - Cambierò, cambierai (DiscoVerde)
- Alan Sorrenti - Non so che darei e Prova con me (ospite fuori concorso)
- Loredana Bertè - In alto mare (fuori concorso)
- Demis Roussos - Credo (I need you) (fuori concorso)
- Lane Brody - Over you (fuori concorso)
- Gianni Togni - Luna (fuori concorso)
- Roberto Soffici - Io ti voglio tanto bene (fuori concorso)
- Umberto Balsamo - Celestina (fuori concorso)
- I Gatti di Vicolo Miracoli - Verona Beat (fuori concorso)

## Direzione artistica
- Vittorio Salvetti

## Organizzazione
- RAI